# 梅木千世
梅木 千世（うめき ちせ、本名：梅木 千博（読み同じ）、1979年2月12日 - ）は、日本の実業家、エンジニア、デザイナー、ゲームクリエイター、格闘家である。株式会社Ciruela代表取締役社長。神奈川県鎌倉市出身。

## 人物
- 元々フリーのデザイナーであったが、その後株式会社ライブドアに入社したとされる。
- 一般向けゲーム作品では本名の「梅木千博」とクレジットされる。
- 長瀬ゆずはのブログ内で邪気眼使いで地震予知ができると発言されている[1]。
- 中二病を自称する。
- しるえらじお内の企画でシーランド公国の男爵の爵位を購入した。

## 来歴
- 2007年5月 - 株式会社ライブドアを退職したとされる。
- 2009年6月 - 「長瀬ゆずはに自分のシナリオを朗読してもらいたい人のページ。」を立ち上げる[2]。
- 2011年2月 - 株式会社Ciruelaを起業し、代表取締役となる。

## 格闘技での来歴
チーム・ピットブル所属。総合格闘技の試合に複数回出場している。主な格闘技スタイルは伝統空手。
- 2008年10月19日に行われたTHE OUTSIDER 第参戦に出場。
  - いわゆるライブドア事件が記憶に新しい中で、元社員が出場した事により一定の注目を集める[3]。山元寿と対戦し、1R1分8秒、KOにより敗北[4]。
- THE OUTSIDERでは不良色が少ないオタクっぽいとの理由で落選を繰り返した。
- 2010年9月25日に行われた「TRIBELATE vol.30〜Hybrid Club Fight〜」において、セミファイナルに出場。異色の格闘家として再び取り上げられる[5]。
  - スティーブ・ブラウンと対戦し、1R1分00秒、ニンジャチョークにより敗北[6]。
- 2010年 - 2011年のハーツクラッシュに2回出場しており、戦績は1勝1敗。

## 関連商品
- たみうた。
  - 2007年12月29日発売、SuperSweep、SRIN1039
- 民安ROCK/秋桜 Promotion Video
  - La,Ciruelo、TAM-001